# Ludovic Pajot
Ludovic Pajot, (Beuvry, 18 de Novembro de 1993) é um político francês.

## Biografia
Ludovic Pajot nasceu em 18 de Novembro de 1993.
Após as eleições legislativas de 2017, foi eleito na segunda volta do 10º círculo eleitoral de Pas-de-Calais, com 52,6% dos votos expressos, contra o candidato Em Marcha!, Laurence Deschanel.
Em 7 de Outubro de 2017, foi vítima de uma agressão em Béthune.
Ludovic Pajot é o prefeito de Bruay-la-Buissière desde 5 de Julho de 2020.